# Yacht Rock

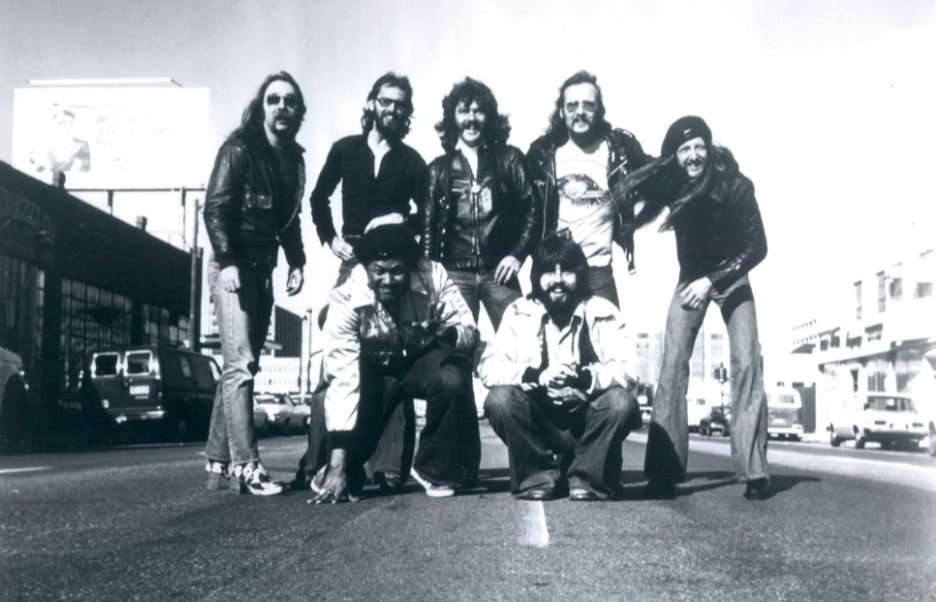
The Doobie Brothers 1976 in Berkeley, Kalifornien

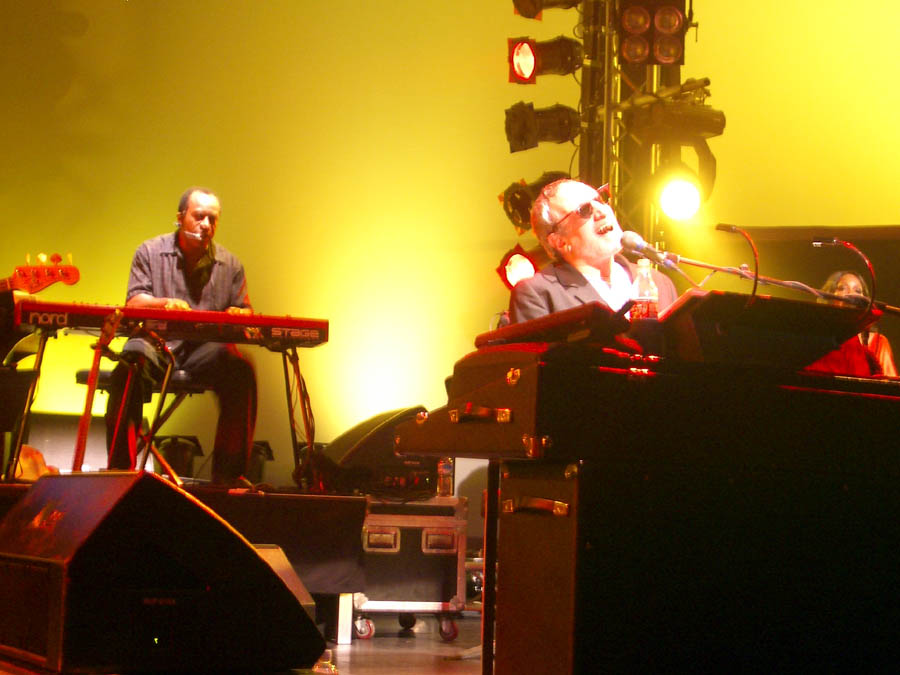
Steely Dan 2007 in Luzern, Schweiz

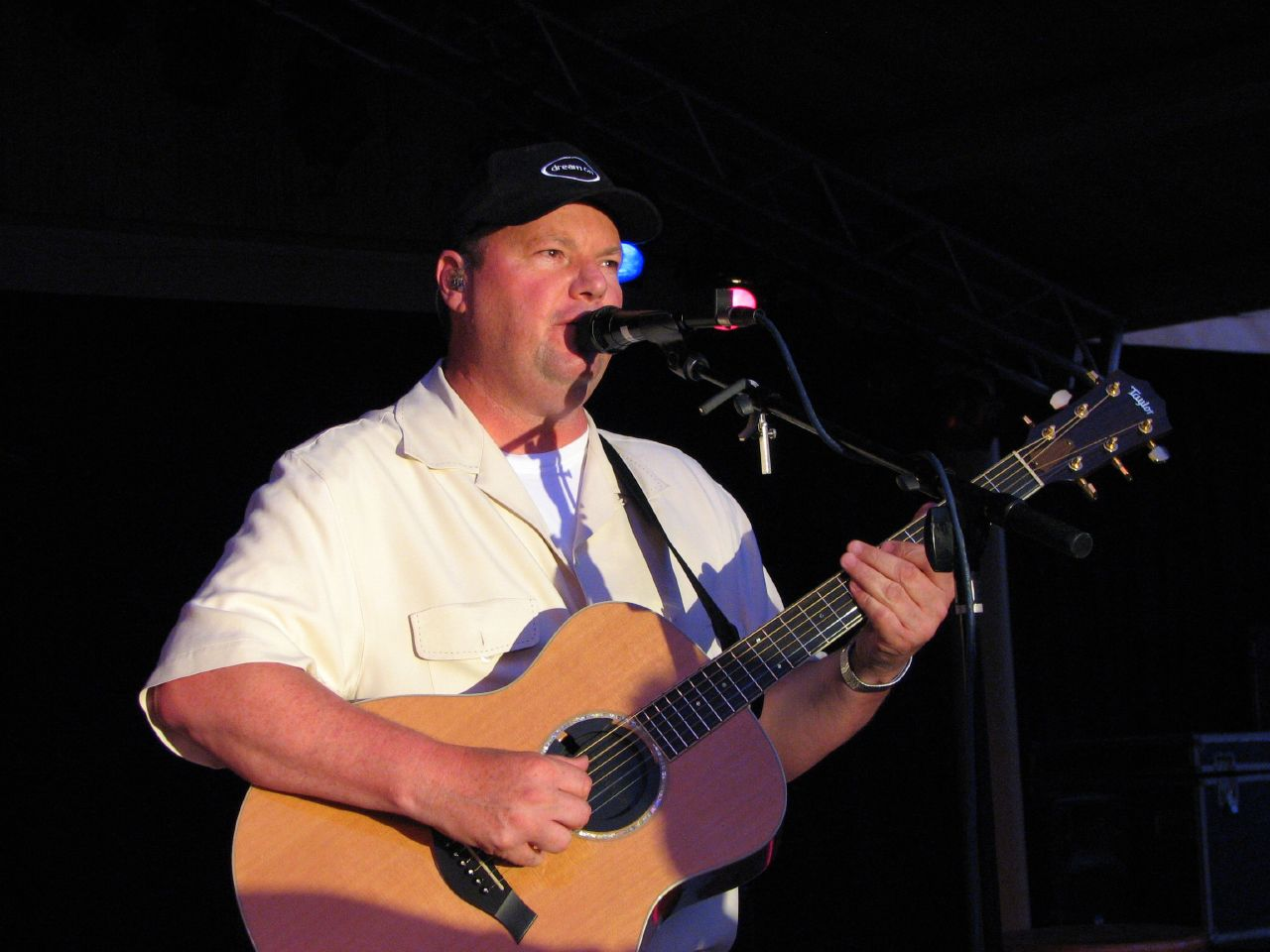
Christopher Cross 2008 in Beaumont, Kalifornien

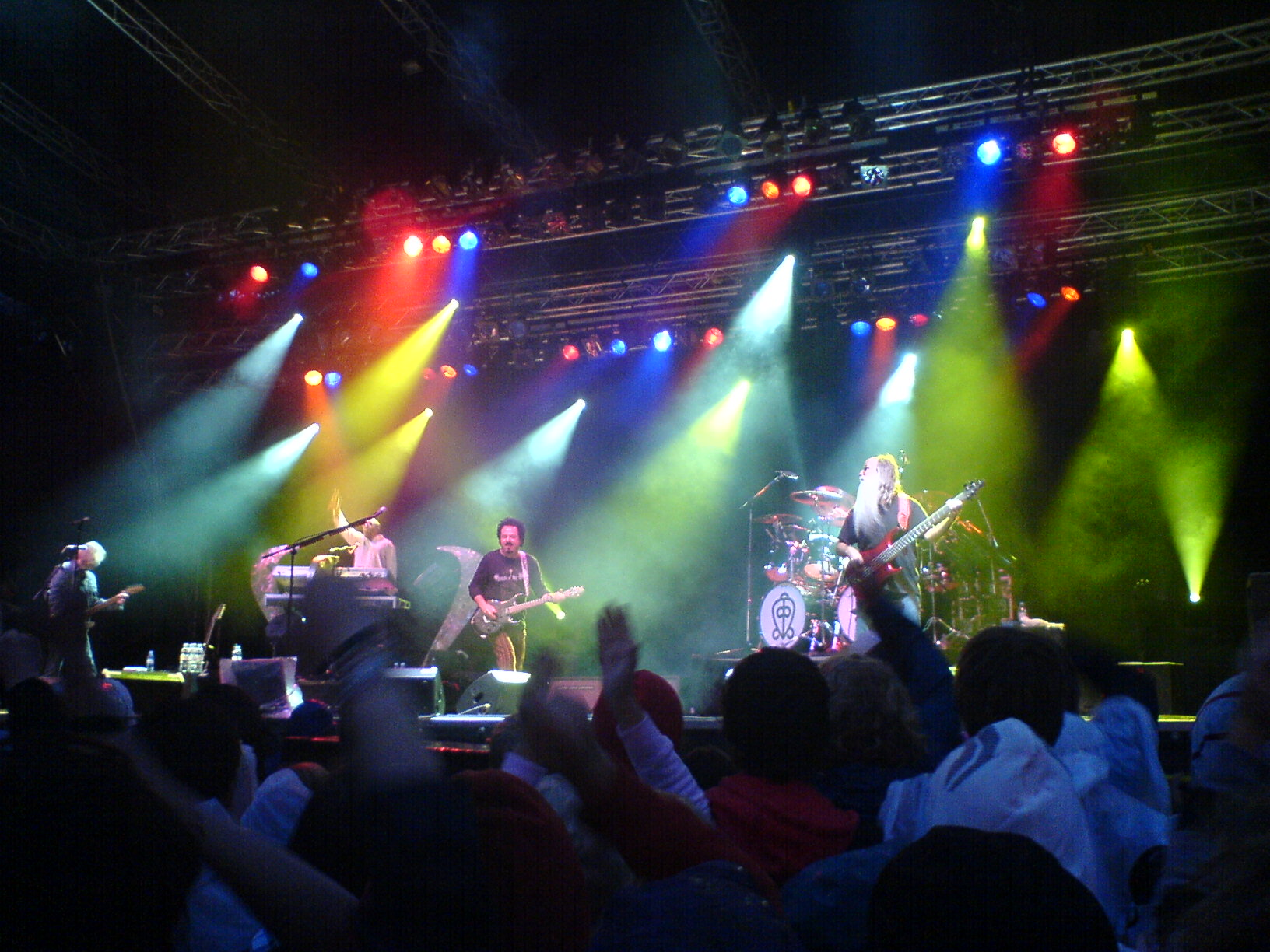
Toto 2007 in Trondheim, Norwegen

Yacht Rock ist die Bezeichnung für einen in den 1970er Jahren an der amerikanischen Westküste entstandenen, von „weißem“ Soul, Jazz, Funk und mehrstimmigem Vokalsatz geprägten Mischstil in der Art der Doobie Brothers, Toto, Steely Dan und Singer/Songwritern wie Christopher Cross. Der Name, der 2005 von den Produzenten der Online-Videoserie Yacht Rock geprägt wurde, leitet sich von der Assoziation mit dem südkalifornischen Lebensgefühl der Zeit ab, vom entspannten Dasein am Meer und auf dem Meer.

## Begriff
Als das Genre aktiv war – etwa in der Zeit von 1975 bis 1984 –, gab es den Begriff „Yacht Rock“ noch nicht. Ursprünglich als „Adult Orientated Rock“ (AOR) oder „West Coast Sound“ bezeichnet, wurde der Musikstil erst als „Yacht Rock“ bekannt, als 2005 J. D. Ryznar u. a. eine Online-Videoserie gleichen Namens herausbrachten. Die Serie karikierte das Lebensgefühl bekannter Yacht-Rock-Musiker – ihr „elitäres, größenwahnsinniges Gehabe, die Lust auf Luxus, kalifornische Coolness, verspiegelte Sonnenbrillen, gebräunte Haut, leicht bekleidete Mädchen, Drogen, Sex und innere Leere.“ Als abwertender Begriff verstanden, stand Yacht Rock also zunächst für die eingängige Musik, die ein Yuppie, der eine Yacht besaß, während des Segelns genoss.

## Definition
Der Sound der Musik ist weich („smooth“) mit einer sanften Basslinie und minimalem Schlagzeugeinsatz. Im Unterschied zum Soft Rock bezieht der Yacht Rock Elemente des Jazz, Funk und R&B ein. Oft trägt das E-Piano die Melodie, und es gibt in vielen Stücken melodische Gitarren- oder Saxophonsoli. Die Musik ist in der Regel sehr aufwändig und extrem sorgfältig produziert und wird von exzellenten Studiomusikern eingespielt. Die Songtexte handeln von einem sorgenfreien Leben; es gibt aber auch melancholische Themen – nicht wenige Songs handeln von Sehnsucht und unglücklicher Liebe.

## Geschichte
Waren die 1960er Jahre und die erste Hälfte der Siebziger noch geprägt gewesen von politischem Engagement junger Leute für Bürgerrechte und gegen den Vietnamkrieg (68er-Bewegung) einerseits und von der gegenkulturellen Jugendbewegung der Hippies andererseits, standen am Ende der 1970er und in den 1980er Jahren andere Ziele und Werte im Vordergrund. Es waren dies Konsum, materieller Wohlstand, Hedonismus – personifiziert im Bild des Yuppies, des „young urban professionals“.
Der Yacht Rock bildete diesen Wandel ab; seine Texte spiegelten „introspektiven Individualismus“, waren unpolitisch und eskapistisch. So war der Yacht Rock eine Ära der Popmusik, die von der Politik ihrer Zeit weitgehend losgelöst war.
Aus musikalischer Sicht lassen sich die Wurzeln des Yacht Rock auf die Musik der Beach Boys zurückführen, deren Ästhetik von anderen Musikern übernommen wurde, zuerst von Rupert Holmes. Captain & Tennille, die Mitglieder der Beach-Boys-Liveband waren, gewannen 1975 für „Love Will Keep Us Together“ einen „Best Record Grammy“. Ein anderer Titel der Beach Boys, „Sloop John B“ (1966), wird als Ursprung der Vorliebe des Yacht Rocks für die Ästhetik der Segler und Strandliebhaber angesehen.
In den frühen 1970er Jahren, als das Genre, das später „Yacht Rock“ genannt werden sollte, in Los Angeles entstand, waren diejenigen, die im Jahrzehnt zuvor gegen den Vietnamkrieg protestiert und Freie Liebe propagiert hatten, erwachsen geworden und hatten sich etabliert. Seals and Crofts’ „Summer Breeze“ (1972) war ein früher Hit, bald gefolgt von Steely Dans „Only a Fool Would Say That“ (1972). Die Doobie Brothers taten sich hervor mit ihren optimistischen Sounds und treibenden Rhythmen, als „Doobie Bounce“ bezeichnet, in Songs wie „It Keeps You Running“ (1976) und dem mit einem Grammy ausgezeichneten „What a Fool Believes“ (1979). Toto perfektionierte die Kunstform z. B. in „Africa“, das 1983 Platz eins in den amerikanischen Billboard-Charts erreichte.
Die Blütezeit des Yacht Rock ging zu Ende, als die Hörer des Stils überdrüssig geworden waren und sich der New-Wave-Musik zuwandten, die sich stark auf elektronische Sounds und Disco-Einflüsse stützte. Andere wiederum gingen zu Alternative-Rock-Bands wie R.E.M. über. Yacht Rock wurde nun als schmalzig und uncool angesehen.
Die 2005 erschienene Web-Serie „Yacht Rock“ hat, obwohl sie die Musik und die Musiker der 70er und 80er Jahre vor allem karikieren wollte, das Interesse an der Musik, die jetzt nach der Serie benannt wurde, neu belebt. Mittlerweile gibt es auf allen großen Streamingdiensten Yacht-Rock-Playlists; bei Spotify etwa eine mit über hunderttausend Anhängern.
Mit dieser neuen Aufmerksamkeit ist auch die Debatte wiedererwacht, was denn nun Yacht Rock auszeichnet. Auf der Spotify-Playlist stehen neben Journey, Foreigner und Kenny Loggins auch Künstler wie George Michael, Billy Joel und Fleetwood Mac.
J. D. Ryznar, Hunter Stair und David Lyons, Mitbegründer der Yacht-Rock-Web-Serie, haben versucht, den Begriff Yacht Rock präzise zu definieren. Im Jahr 2016 erfanden sie den Begriff „Nyacht Rock“, um damit Songs zu bezeichnen, die zum Teil als Yacht Rock eingestuft werden, aber ihrer Meinung nach nicht der Definition entsprechen. In ihren Podcasts „Beyond Yacht Rock“ und „Yacht or Nyacht?“ haben sie zahlreiche Songs untersucht und sie so klassifiziert, dass sie innerhalb oder aber außerhalb des Genres liegen – Yacht Rock sind oder „Nyacht“.
Faktoren, die relevant für ihre Einstufung als „Yacht Rock“ sind:
- Einsatz der besten in Los Angeles ansässigen Studiomusiker und Produzenten
- Einbeziehung der wichtigsten Yacht-Rock-Musiker
- Spürbare Jazz- und R&B-Einflüsse
- Verwendung von E-Piano
- Komplexe und ironische Texte
- Vorzugsweise eine geographische Verbindung nach Südkalifornien oder zur Westküste
- ein optimistischer Rhythmus („Doobie Bounce“)

Eine nicht ganz so puristische Sichtweise erkennt die Zugehörigkeit zu diesem Musikgenre auch an, wenn es sich um Songs über das Segeln oder solche mit anderen nautischen Motiven handelt oder wenn Einflüsse von Folk-Rock erkennbar sind, wie z. B. bei Fleetwood Mac.

## Wiederaufleben
In den letzten Jahren erschienen im Guardian und in The Week positive Bewertungen des Yacht Rock; BBC Four sendete Katie Puckriks Dokumentarfilm I Can Go for That: The Smooth World of Yacht Rock (im Juni 2019). In Deutschland erschienen in der Zeit, im Tagesspiegel und in der taz Würdigungen des Genres im Zusammenhang mit der Veröffentlichung dreier Sampler („Too Slow to Disco“) durch Marcus Liesenfeld alias DJ Supermarkt.
Seit 2007 sind Coverbands gegründet worden, die sich auf die Yacht-Rock-Idee konzentrieren, wie z. B. die Yacht Rock Revue. Die Band veranstaltet jedes Jahr ein Yacht-Rock-Revival-Konzert, bei dem sie Mitglieder der von ihnen gecoverten Originalbands einladen, sich ihnen für ein paar Songs auf der Bühne anzuschließen, darunter Walter Egan, Robbie Dupree, Peter Beckett (Player) und Bobby Kimball (ehemaliger Leadsänger von Toto), Jeff Carlisi (38 Special), Bill Champlin (Chicago) und Denny Laine (Wings).
Das Wiederaufleben des Genres wird von einigen auf seine Funktion als Gegenmittel gegen die Negativität der Trump-Ära in den USA zurückgeführt (so Steven Orlofsky in: The Week). Genau wie in seinem ursprünglichen Kontext, als Yacht Rock den perfekten Soundtrack für Hörer kreierte, die Watergate und Vietnam ignorieren wollten, ermöglicht er jetzt wieder ein Ausblenden aller politischen Themen.

## Vom Yacht Rock inspirierte Musik
Elemente des Yacht Rocks wurden von neuen Bands wie Vampire Weekend, Foxygen und Carly Rae Jepsen übernommen, während das in den 2010er Jahren begonnene Vaporwave-Genre der elektronischen Musik die „nautische Ikonographie“ des Yacht Rocks übernahm.
Das Album Little Yachty der Band Sugar Ray aus dem Jahr 2019 ist eine bewusste Hommage an den Yacht Rock; es enthält ein Cover des 1979 von Rupert Holmes gesungenen Songs „Escape (The Piña Colada Song)“. Die kanadische Band Chromeo bindet Yacht-Rock-Elemente in ihren Electro-Funk ein; 2010 trat sie zusammen mit Hall & Oates beim Bonnaroo Music Festival auf. Und Haim, das Trio der Schwestern aus Los Angeles, ist der Musik von Fleetwood Mac sehr verbunden.